# Gerard Arpey
Gerard J. Arpey (26 luglio 1958) è Presidente e Amministratore delegato di AMR Corporation e American Airlines.

## Carriera
Arpey è stato eletto Presidente di AMR Corporation nel maggio del 2004.
Al tempo degli attentati terroristici dell'11 settembre 2001 era Vicepresidente Esecutivo di American Airlines, compagnia aerea che durante gli attentati perse due aeromobili. Arpey prese la decisione di cancellare tutti i voli di American Airlines nell'America nordorientale e poi in tutti gli Stati Uniti.